# 南52線
 南52線，「大灣～美豐」線，是位於臺南市的一條區道，西起臺南市學甲區大灣里大灣，東至臺南市學甲區豐和里美豐，全長 1.787 公里。

## 行經行政區域
臺南市
- 學甲區

## 支線
南52-1線
- 起訖點：東寮～大灣
- 里程：2.107k
- 行經行政區域：
  - 學甲區：

- 歷史沿革：

## 沿線景點及寺廟
- 南52線沿線：
  - 學甲區：
- 南52-1線沿線：
  - 學甲區：

## 連接道路
- 南52線沿線可連接以下公路：
  - 台19線（本區道起點）
  - 市道171號（本區道終點）
  - 南52-1線
- 南52-1線沿線可連接以下公路：
  - 台19線（本鄉道終點）
  - 市道171號（本區道起點）
  - 南23線（鄰近本區道終點）
  - 南52線